# Daniel Lopar
Daniel Lopar (Kreuzlingen, 19 aprile 1985) è un ex calciatore svizzero, di ruolo portiere.

## Carriera
Dopo aver giocato nel Wil, dove vince una coppa svizzera, passa al San Gallo nel 2006 con cui approda in Super League svizzera. All'inizio del mese di gennaio del 2014 rinnova il contratto fino alla fine della stagione 2016-2017.

## Palmarès

### Club
- Coppa Svizzera: 1

Wil: 2003-2004